# Dàlmata
|  | Aquest article tracta sobre la llengua. Si cerqueu la raça de gos, vegeu «Dàlmata (gos)». |

El dàlmata és una llengua romànica extinta que fou parlada a Dalmàcia, entre l'illa de Krk (italià Veglia) i Dubrovnik (Ragusa). Era dividida en dos dialectes: el ragusà, parlat a la ciutat de Ragusa (Dubrovnik) i desaparegut al final del segle xvi, i el veglioto, parlat a l'illa croata de Krk (en italià, Veglia) que s'extingí el 1898 quan morí el seu últim parlant, anomenat Tuone Udaina. Aquest dialecte fou preservat gràcies al lingüista italià Matteo Bartoli qui entrevistà Udaina.

## Característiques
Pertany al grup romànic oriental. En un temps se suposava que aquesta llengua era la baula que mancava entre el romanès i l'italià, però avui dia se sap que era molt distant del romanès, fins i tot dels dialectes romanesos propers, com per exemple l'istroromanès, parlat a Ístria (a Croàcia).
És interessant notar com el dàlmata va mantenir les paraules llatines relatives a la vida urbana que el romanès havia perdut. Se suposa que la població dàlmata havia tingut una vida urbana força activa, mentre que els romanesos foren obligats a fugir a les muntanyes durant l'època fosca.